# Campeonato da Colômbia de Ciclismo Contrarrelógio
O Campeonato da Colômbia de Ciclismo Contrarrelógio é uma concorrência anual organizada pela Federação Colombiana de Ciclismo que outorga o título de Campeão de Colômbia na modalidade de Contrarrelógio. O ganhador ou ganhadora tem direito a vestir, durante um ano, o maillot com as cores da bandeira da Colômbia nas provas de Ciclismo Contrarrelógio por todo mundo.
Este campeonato disputa-se desde 1994. O seu primeiro ganhador foi Luis Alberto González e o vigente campeão é o ciclista Daniel Felipe Martínez.

## Palmarés masculino

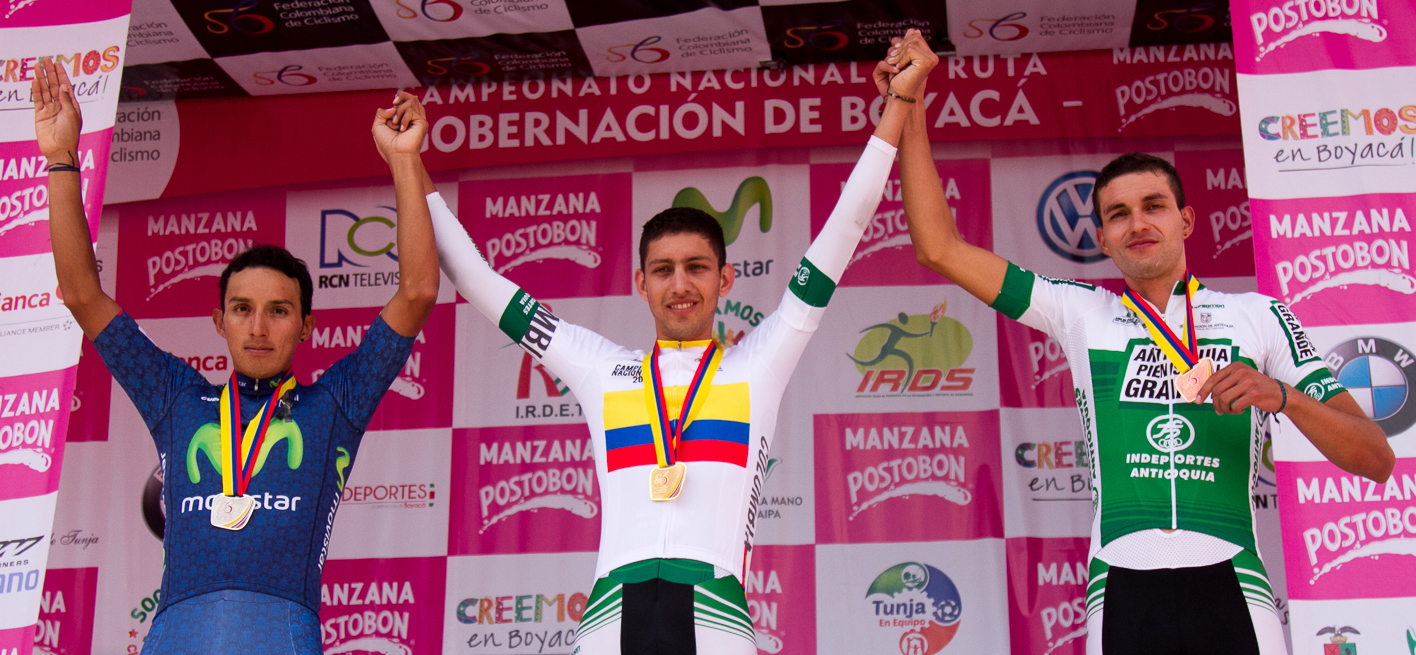
Pódio da edição 2016

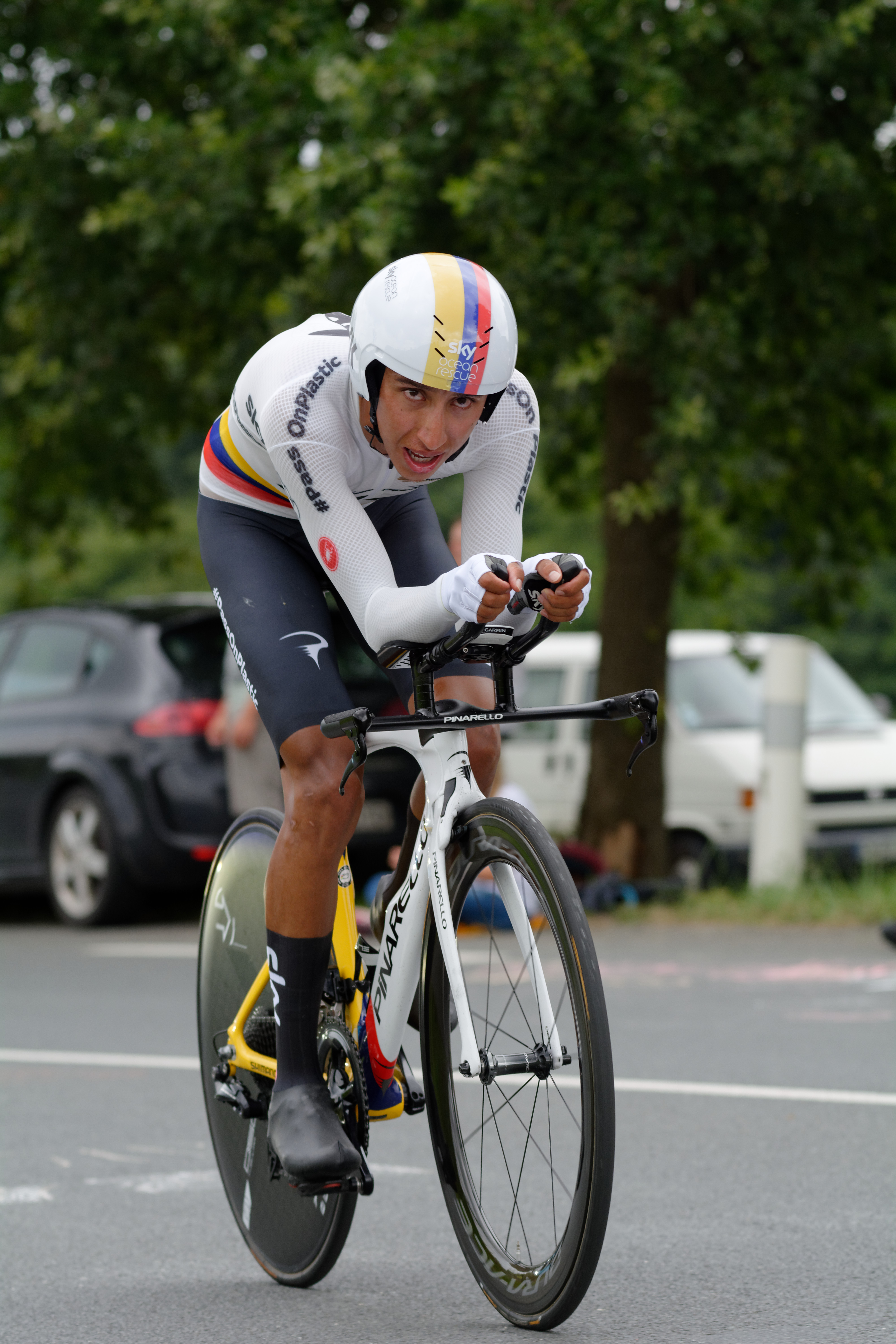
Egan Bernal luzindo o maillot de campeão nacional Contrarrelógio no Tour de France de 2018

| Ano  | Oro                   | Prata                  | Bronze                 |
| 1994 | Luis Alberto González | Javier de Jesús Zapata | Héctor Iván Palacio    |
| 1995 | Raúl Montaña          | Celio Roncancio        | Luis González Gallego  |
| 1996 | Marlon Pérez          | Yonni Leal             | Wladimir González      |
| 1997 | Víctor Hugo Peña      | Carlos Contreras       | Javier de Jesús Zapata |
| 1998 | Dubán Ramírez         | Julio Bernal           | Israel Ochoa           |
| 1999 | Marlon Pérez          | Javier de Jesús Zapata | Jairo Hernández        |
| 2000 | Israel Ochoa          | Álvaro Lozano          | Raúl Montaña           |
| 2001 | Marlon Pérez          | Yonni Leal             | Wladimir González      |
| 2002 | Johnny Leal           | Marlon Pérez           | José Serpa             |
| 2003 | Heberth Gutiérrez     | José Serpa             | Israel Ochoa           |
| 2004 | Israel Ochoa          | Libardo Niño           | Jairo Hernández        |
| 2005 | Iván Parra            | Javier de Jesús Zapata | José Serpa             |
| 2006 | Libardo Niño          | José Serpa             | Mauricio Neiza         |
| 2007 | Santiago Botero       | Rigoberto Urán         | Israel Ochoa           |
| 2008 | Israel Ochoa          | Iván Parra             | Fabio Duarte           |
| 2009 | Santiago Botero       | Juan Carlos López      | Javier de Jesús Zapata |
| 2010 | Carlos Ospina         | Rafael Infantino       | Víctor Hugo Peña       |
| 2011 | Iván Casas            | Wilson Marentes        | Juan Carlos López      |
| 2012 | Iván Casas            | Marlon Pérez           | Jaime Suaza            |
| 2013 | Carlos Ospina         | Iván Casas             | Jaime Suaza            |
| 2014 | Pedro Herrera         | Omar Mendoza           | Víctor Hugo Peña       |
| 2015 | Rigoberto Urán        | Rafael Infantino       | Hernando Bohórquez     |
| 2016 | Walter Vargas         | Brayan Ramírez         | Juan Pablo Rendón      |
| 2017 | Jarlinson Pantano     | Rodrigo Contreras      | Walter Vargas          |
| 2018 | Egan Bernal           | Daniel Martínez        | Walter Vargas          |
| 2019 | Daniel Martínez       | Miguel Ángel López     | Egan Bernal            |
| 2020 | Daniel Martínez       | Nairo Quintana         | Egan Bernal            |
| 2021 | Walter Vargas         | Diego Camargo          | Andrés Camilo Ardila   |
| 2022 | Daniel Martínez       | Esteban Chaves         | Diego Camargo          |

### Sub-23
| Ano  | Oro                     | Prata                 | Bronze                 |
| 1997 | Iván Parra              | Marlon Pérez          | Juan García            |
| 1998 | Marlon Pérez            | Arles Castro          | José Serpa             |
| 1999 | Luis Orán Castañeda     | Mauricio Ardila       | Rigoberto Ibáñez       |
| 2001 | Carlos Ibáñez           |                       |                        |
| 2002 | Mauricio Ortega         | Ferney Bello          | Freddy Piamonte        |
| 2003 | Julián Rodas            | Andrés Rodríguez      | Mauricio Neiza         |
| 2005 | Dalivier Ospina         |                       |                        |
| 2006 | Fabio Duarte            | Edwin Parra           | Wilson Marentes        |
| 2007 | Wilson Marentes         | Camilo Suárez         | Sergio Henao           |
| 2009 | Nairo Quintana          | Sebastián Salazar     | Michael Rodríguez      |
| 2010 | Félix Barón             | Winner Anacona        | Isaac Bolívar          |
| 2011 | Brayan Ramírez          | Isaac Bolivar         | Argiro Ospina          |
| 2013 | Isaac Bolivar           | Félix Barón           | Hernando Bohórquez     |
| 2014 | Carlos Mario Ramírez    | Rodrigo Contreras     | Brayan Ramírez         |
| 2016 | Carlos Mario Ramírez    | Eduardo Estrada       | Miguel Flórez López    |
| 2017 | Julián Cardona          | Germán Enrique Chávez | Javier Ignacio Montoya |
| 2018 | Santiago Ordoñez        | Adrian Bustamante     | Brandon Rivera         |
| 2019 | Harold Tejada           | Jhojan García         | Santiago Ordoñez       |
| 2020 | Adrian Bustamante       | Adrián Vargas         | Marlon Herrera         |
| 2021 | Víctor Alejandro Ocampo | Anderson Arvoredo     | Rafael Pineda          |
| 2022 | Juan Manuel Barboza     | Johan Fernando Porras | David Santiago Mesa    |

### Equipas
| Ano       | Oro            | Prata            | Bronze           |
| 2016      | EPM-UNE        | Movistar Team    | Une de Antioquia |
| 2017      | Medellín-Inder | Coldeportes Zenú | GW Shimano       |
| 2018-2022 | Não organizado | Não organizado   | Não organizado   |

## Palmarés feminino

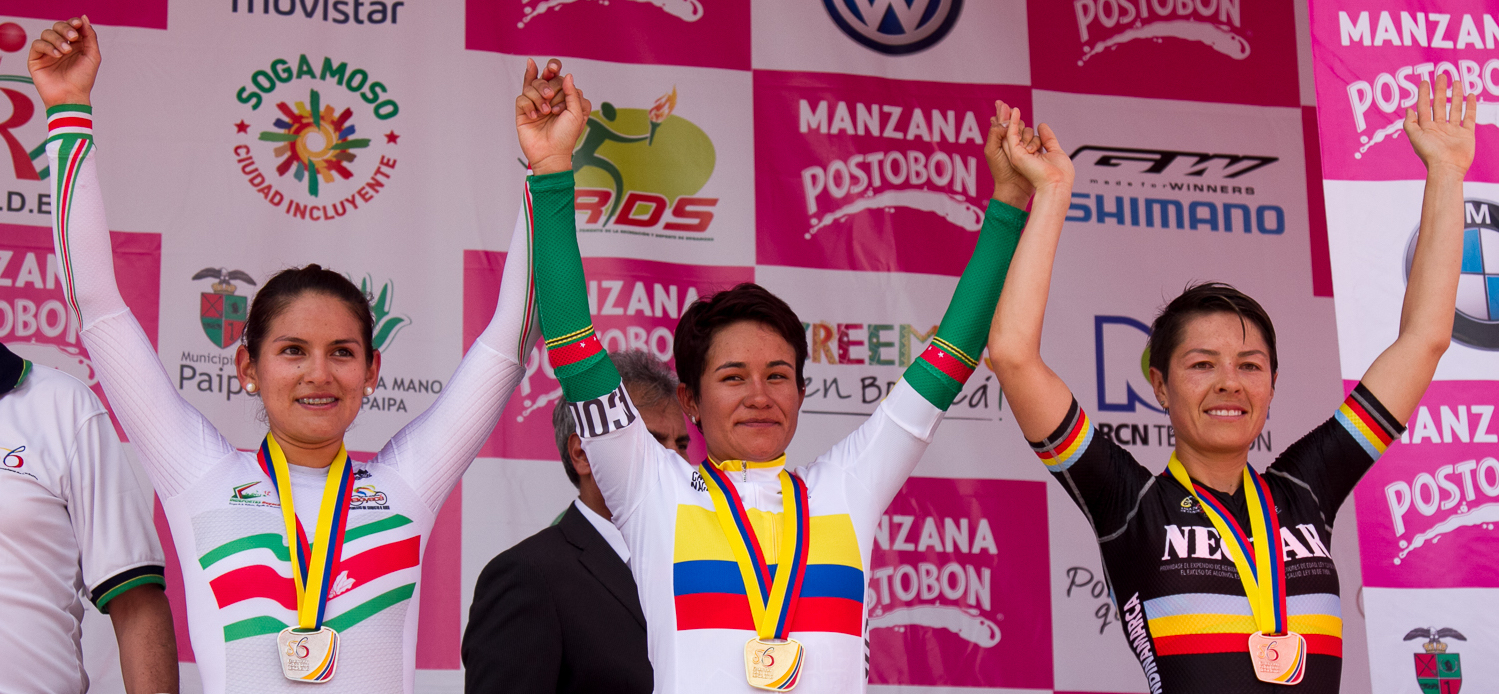
Pódio damas da edição 2016

### Elite
| Ano  | Oro                    | Prata                  | Bronze            |
| 1998 | Ana Betancur           | Sandra Gómez           | Lucila Rodríguez  |
| 1999 | María Luisa Calle      | Sandra Gómez           | Paola Madriñán    |
| 2000 | Flor Marina Delgadillo | Martha Luz López       | Nancy Casallas    |
| 2001 | Flor Marina Delgadillo | María Luisa Calle      | Nancy Casallas    |
| 2002 | María Luisa Calle      | Sandra Gómez           | Paola Madriñán    |
| 2003 | Sandra Gómez           | Paola Madriñán         | Natalia Mejía     |
| 2004 | Paola Madriñán         | Flor Marina Delgadillo |                   |
| 2005 | María Luisa Calle      |                        | Sandra Gómez      |
| 2006 | Mónica Méndez          | Diana Agudelo          | Laura Lozano      |
| 2007 | María Luisa Calle      | Mónica Méndez          | Laura Lozano      |
| 2008 | Paola Madriñán         | Lorena Vargas          | María Luisa Calle |
| 2009 | Paola Madriñán         | Lorena Vargas          | Sérika Gulumá     |
| 2010 | Paola Madriñán         | Luz Adriana Tovar      | Elizabeth Agudelo |
| 2011 | María Luisa Calle      | Lorena Vargas          | Laura Lozano      |
| 2012 | María Luisa Calle      | Laura Lozano           | Luz Adriana Tovar |
| 2013 | Sérika Gulumá          | Luz Adriana Tovar      | Lorena Vargas     |
| 2014 | Sérika Gulumá          | María Luisa Calle      | Andreina Rivera   |
| 2015 | Ana Cristina Sanabria  | Sérika Gulumá          | Laura Buriticá    |
| 2016 | Ana Cristina Sanabria  | Sérika Gulumá          | Luz Adriana Tovar |
| 2017 | Ana Cristina Sanabria  | Luz Adriana Tovar      | Laura Lozano      |
| 2018 | Serika Gulumá          | Estefania Herrera      | Rocio Parrado     |
| 2019 | Serika Gulumá          | Ana Cristina Sanabria  | Estefanía Herrera |
| 2020 | Ana Cristina Sanabria  | Diana Peñuela          | Camila Valbuena   |
| 2021 | Serika Gulumá          | Ana Cristina Sanabria  | Ana Fagua         |
| 2022 | Lina Hernández         | Tatiana Donas          | Camila Valbuena   |

### Sub-23
| Ano  | Oro             | Prata                   | Bronze               |
| 2018 | Lina Hernández  | Tatiana Donas           | Lizeth Paola Mancipe |
| 2019 | Lina Hernández  | Camila Valbuena         | Laura Castillo       |
| 2020 | Lina Hernández  | Tatiana Donas           | Angie Gutiérrez      |
| 2021 | Lina Hernández  | Erika Botero            | Lina Mabel Vermelhas |
| 2022 | Mariana Herrera | Jennifer Camila Sánchez | Stefanía Sánchez     |